# Петров, Владимир Петрович
Владимир Петрович Петров (13 апреля 1936 год, Куйбышев, РСФСР — 1 апреля 2017 года, Москва, Российская Федерация) — мастер спорта, заслуженный тренер СССР по велоспорту, почётный президент Союза велосипедистов Самарской области.

## Биография
В 1943 году, когда ему было 7 лет, отец оставил семью, поэтому мальчика воспитывали мама и бабушка. В школе учился на отлично, увлекался чтением. 
В 1952 году начал заниматься конькобежным спортом. Тренировался на стадионе «Спартак». Первый тренер, Александр Иванович Мельников, предложил ему заниматься велоспортом. Мельников умер в молодом возрасте, и Петров взялся сам тренировать других спортсменов. В 1958 году стал мастером спорта. Окончил Куйбышевский авиационный институт. В начале 1960-х годов вместе с Валерием Кравцовым создал первый в городе велоцентр. В 1969 году спортсмены Куйбышевского велоцентра завоевали две золотые медали чемпионов СССР в гонках на шоссе у мужчин и женщин. Владимир Петров возглавил сборную РСФСР. Велоцентр стал крупнейшим в стране.
Подготовил четырёх чемпионов Олимпийских игр, 32 чемпионов мира, 8 победителей кубка Европы и 12 победителей Кубка мира. Он тренировал Бориса Шухова, Анатолия Яркина, Сергея Сухорученкова и Валерия Ярды. Среди воспитанников Владимира Петрова — Николай Косарев, Александр Аверин, Рамазан Галялетдинов, Иван Мищенко, Валерий Трифонов, Александр Гусятников, Юрий Баринов, Андрей Ведерников, Валентина Палханова, Ольга Слюсарева и многие другие. Его подопечные 479 раз становились победителями в чемпионатах СССР и РСФСР. Сергей Сухорученков трижды был лучшим гонщиком мира, другой спортсмен — Иван Мищенко — завоёвывал этот титул один раз. Он подготовил бронзового призёра Олимпийских игр Марата Ганеева..Александр Гусятников 6 раз выигрывал Велогонку мира в командном зачёте. Его воспитанники — Марат Ганеев, Сергей Никитенко, Константин Храбцов — были чемпионами мира по велоспорту на треке.
Многие велосипедисты признавали вклад наставника в их личное развитие. Когда Александр Аверин выиграл чемпионат СССР в гонке-критериуме в Таллине, он сказал, что своей победой на первенстве страны, как и результатами на велогонке Мира-1978 года, он обязан своему тренеру Владимиру Петровичу Петрову.  Благодаря занятиям у Петрова, он смог обыграть другого лидера велогонки – Ааво Пиккууса.
В конце 1979 года он стал наставником не только для велосипедистов, но и для будущего писателя и спортивного журналиста Виталия Добрусина. В то время Добрусин был обычным солдатом, а Владимир Петров сделал его одним из тренеров молодых спортсменов олимпийской команды. Благодаря Владимиру Петрову, Добрусин поехал в Душанбе, познакомился с многими известными спортсменами и стал работать над выходом своей книги о велоспорте, которая позже была издана. Специально для книги "Звезды куйбышевского велоспорта" Владимир Петров рассказывал Виталию Добрусину о создании велоцентра и велоспорте в целом.
В 1980-х годах куйбышевские велоспортсмены составляли всю сборную СССР по шоссейным гонкам. В 1994 году переехал в Москву и перестал заниматься велоцентром из-за проблем с финансированием.
В 2019 г. на доме, в котором Владимир Петров жил в Самаре с 1978 по 1994 годы (ул. Ново-Садовая, 155) была открыта мемориальная доска.
Супруга — Галина Александровна.

## Награды и звания
Награждён орденом «Знак Почёта» (1971) и медалью «За трудовое отличие» (25.09.1980).